# Mojżesz Presburger

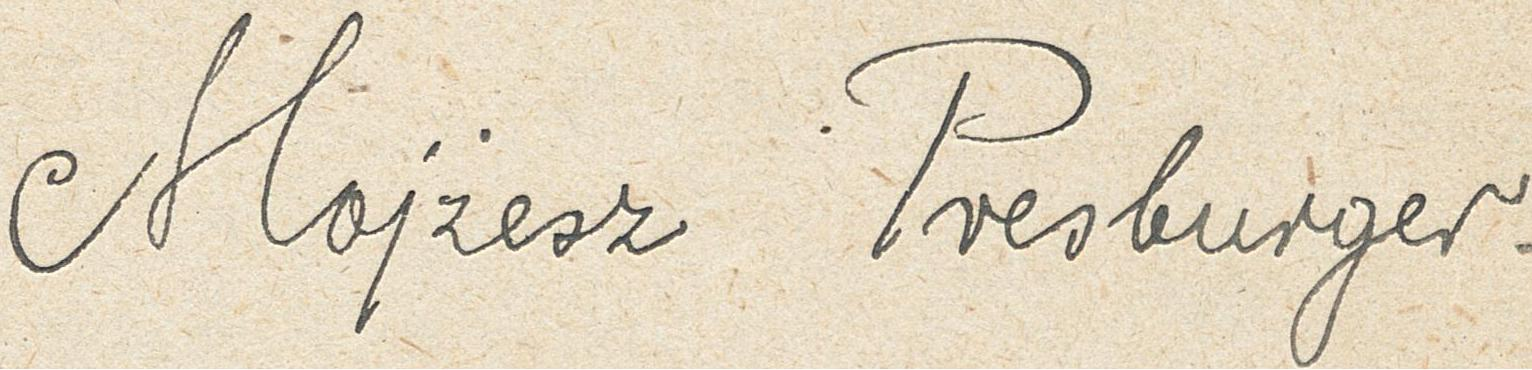
Podpis Mojżesza Presburgera

Mojżesz Presburger (ur. 1904, Warszawa; zm. 1943 [?]) – polski logik, matematyk i filozof żydowskiego pochodzenia, związany ze szkołą lwowsko-warszawską. Udowodnił rozstrzygalność badania prawdziwości formuł arytmetyki Presburgera.